# Fabio Borzoni
Fabio Borzoni (Borgotaro, 17 aprile 1952) è un ex calciatore italiano, di ruolo attaccante.
Attaccante dotato di gran carisma e di ottima velocità, ha segnato numerose reti nei campionati di Serie B e Serie C.

## Carriera
Inizia il suo percorso calcistico nel Audax di Borgotaro distinguendosi rapidamente dai compagni per il suo ottimo fiuto del goal e per la sua rapidità. 
Successivamente viene inserito nel settore giovanile della Reggiana, squadra che lo porterà al debutto nel calcio professionistico.
Gioca cinque stagioni in Serie B con Reggiana, Catanzaro, Nocerina e Parma, disputando complessivamente in serie cadetta 87 partite e segnando 9 reti.
Ha all'attivo anche sei campionati di Serie C con Reggiana, Massese e Parma, per un totale di 150 presenze e 32 reti nella terza serie.
Nella stagione 1981-1982 passa in Serie D nell'Iris Borgoticino, dove gioca per tre stagioni prima di concludere la carriera.

## Palmarès

### Club

#### Competizioni nazionali
- Serie C: 1

Reggiana: 1970-1971